# Neoeburnella avocalis
Neoeburnella avocalis es una especie de araña araneomorfa de la familia Linyphiidae. Es el único miembro del género monotípico Neoeburnella.

## Distribución
Es un endemismo de Costa de Marfil.